# Lamborghini Huracán

Logo

La Lamborghini Huracán è un'automobile sportiva di lusso prodotta dal 2014 dalla casa automobilistica italiana Lamborghini. 
Erede della Gallardo e predecessore della Temerario ha debuttato ufficialmente al Salone di Ginevra 2014. La Huracán viene prodotta nello stabilimento Lamborghini a Sant'Agata Bolognese. Le consegne ai primi clienti sono iniziate nella primavera del 2014. Nel 2016 ha debuttato la versione spider.

## Nome
Come la maggior parte dei nomi che rappresentano i modelli Lamborghini, Huracán si ispira al mondo delle corride. Il toro da combattimento Huracán della razza spagnola "Conte de La Patilla", divenne famoso per il coraggio e per la forte inclinazione all'attacco. Combatté nell'agosto del 1879 ad Alicante, dove restò imbattuto, venendo perciò ricordato fra i migliori tori da corrida. Inoltre, il nome Huracan richiama anche la divinità Maya del fuoco, del vento e della tempesta.

## Design
La linea della Lamborghini Huracán unisce frontale, abitacolo e posteriore tramite una sola linea. I finestrini laterali si incontrano, realizzando una forma esagonale incastonata nel profilo della vettura. Alta tecnologia, artigianalità e lusso si fondono fra loro, il design è caratterizzato da bordi affilati, volumi monolitici, scolpiti e superfici tese e spigolose. Elemento innovativo di design è il sistema di illuminazione a LED che, per la prima volta nel segmento delle sportive di lusso, include questa tecnologia in tutte le luci della vettura.

## Interni

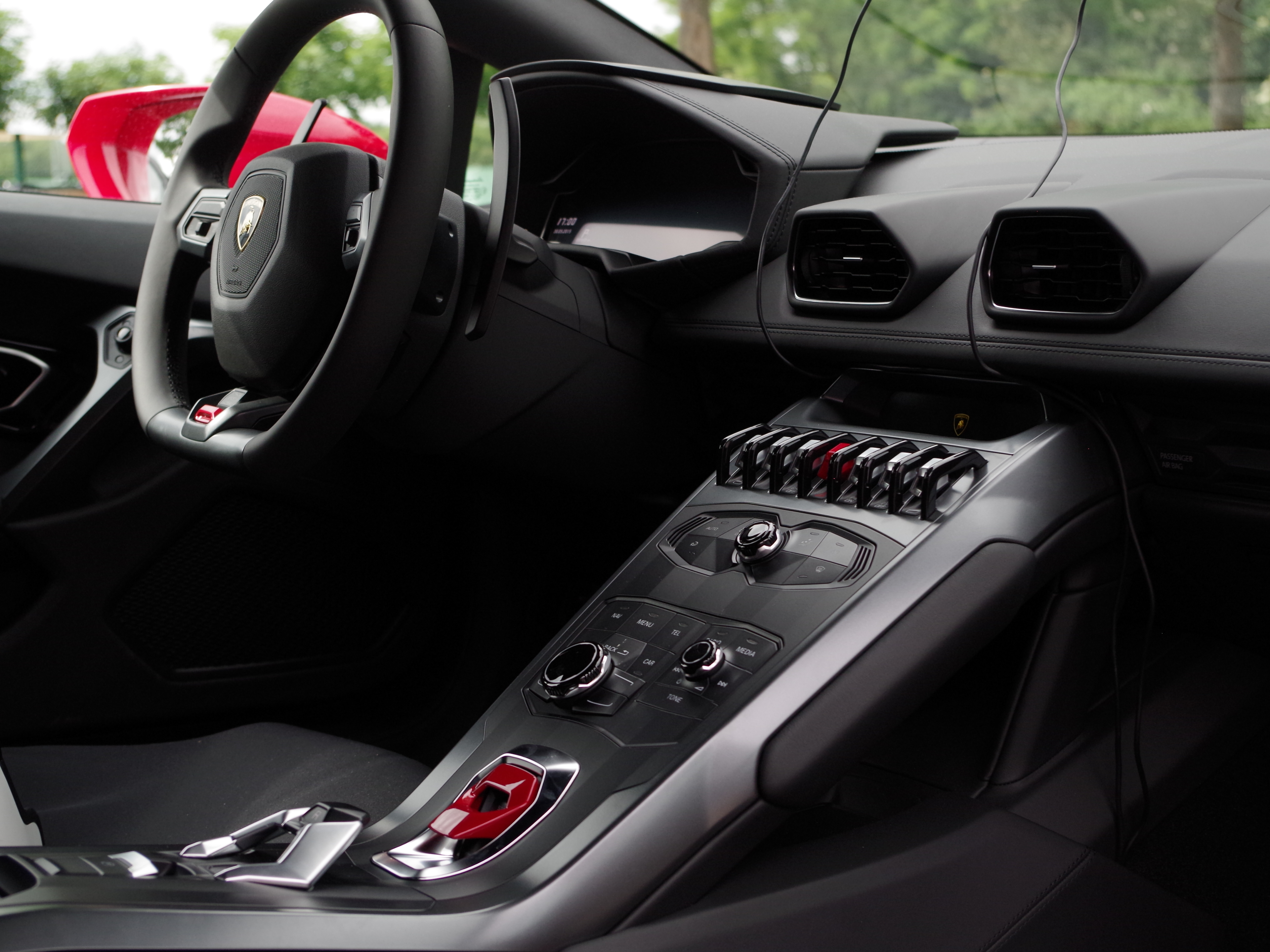
Interno di una Lamborghini Huracán LP610-4; notare il cupolino rosso nella parte inferiore della console che cela il tasto accensione in stile aereo da caccia

Gli interni sono dominati da un abitacolo innovativo: lo schermo TFT a colori da 12,3 pollici mostra tutte le informazioni necessarie al guidatore, dal contagiri alle mappe del navigatore GPS fino alle funzioni del sistema di infotainment, che è possibile configurare in modi differenti.
Nella consolle centrale è presente un piccolo display che visualizza la tensione della batteria, la pressione e la temperatura dell'olio motore.
Gli interni personalizzabili sono realizzati in pelle nappa o pelle misto ad Alcantara, mentre i sedili sportivi standard comprendono una regolazione elettrica e longitudinale dello schienale. È disponibile su richiesta anche un sedile a guscio in carbonio con regolazione sui tre assi.

## Motori e versioni

### Huracán LP 610-4
Il telaio ibrido della Lamborghini Huracán è una struttura integrata in fibra di carbonio ed elementi in alluminio. Con un peso a secco di 1.422 kg, la scocca consente di raggiungere un rapporto peso/potenza di 2,33 chilogrammi per cavallo vapore, e garantisce anche una precisione di guida come una vettura da corsa. Il motore di provenienza Audi V10 da 5,2 litri di cilindrata, utilizzato anche nell'Audi R8, sviluppa una potenza massima di 448 kW/610 CV a 8.250 giri/min e una coppia motrice di 560 Nm a 6.500 giri/min. Nel sistema a "Iniezione Diretta Stratificata" IDS l'iniezione diretta ed indiretta di carburante sono combinate per garantire più potenza e più coppia, contestualmente a consumi ed emissioni che rispettano gli standard fissati dalla normativa Euro 6. La velocità massima è di oltre 325 km/h, mentre l'accelerazione da 0 a 100 km/h avviene in 3,2 secondi e da 0 a 200 km/h in 9,9 secondi.

### Huracán LP 610-4 Spyder

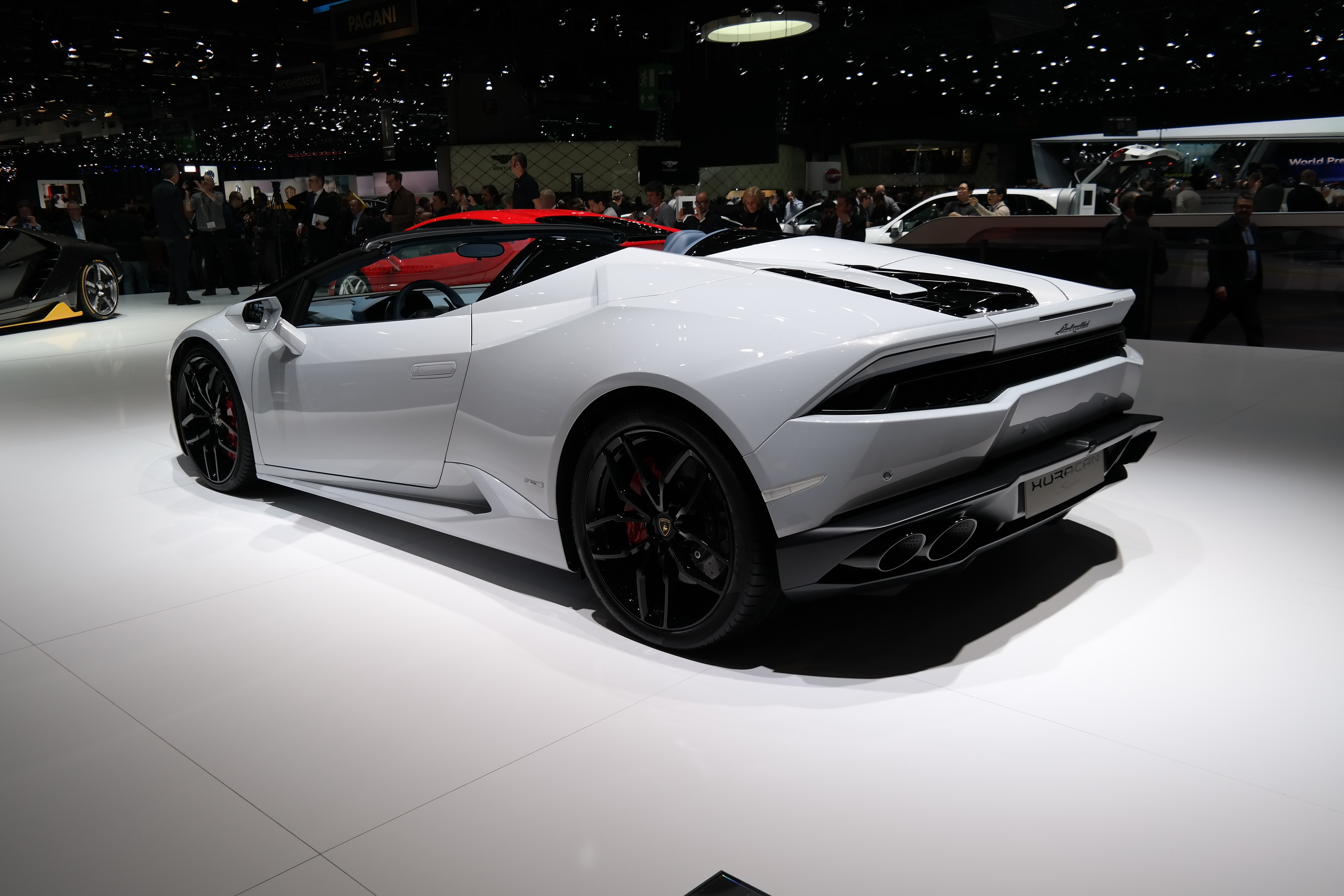
Huracán LP 610-4 Spyder al Salone di Ginevra 2015

La variante cabriolet della Huracán LP 610-4 è stata presentata al Salone di Francoforte il 14 settembre 2015. Il 5,2 litri V10 aspirato è lo stesso della coupé e sviluppa 610 CV. Lo scatto 0–100 km/h è coperto in 3,4 secondi e la velocità massima è di 323 chilometri all'ora.

### Huracán LP 580-2

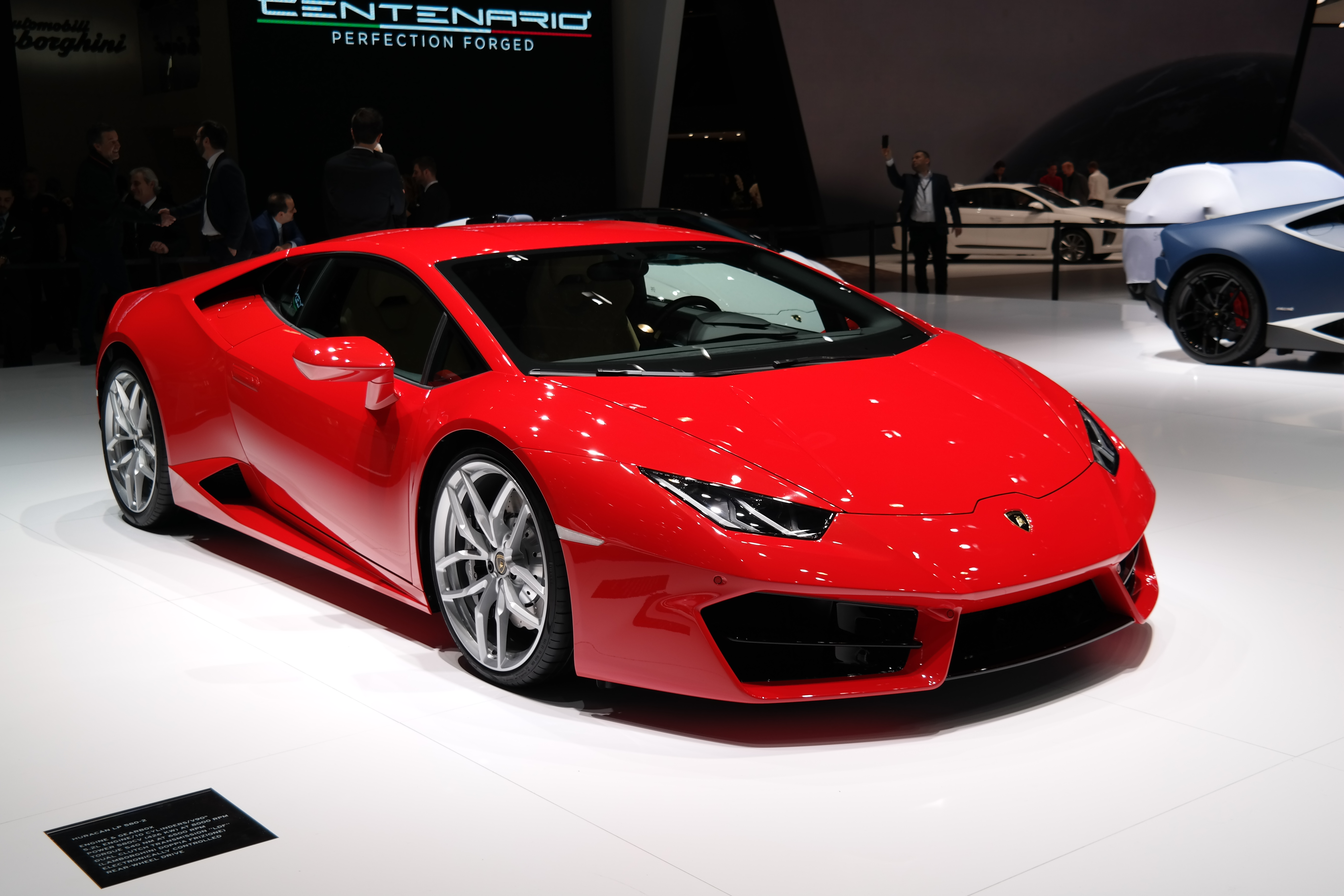
Lamborghini Huracán LP 580-2 al salone di Ginevra 2016

La Huracán LP 580-2 è una versione dal costo inferiore rispetto alla LP 610-4 e si differenzia per avere un motore con una potenza inferiore e per la trazione posteriore a 2 ruote motrici anziché integrale. Ha lo stesso 5.2 litri V10 della 610-4 con potenza però ridotta a 580 CV e con una coppia di 533 Nm.
Grazie all'assenza della trazione sulle quattro ruote motrici, i tecnici della Lamborghini hanno ottenuto un risparmio di peso di ben 33 kg rispetto alla Huracán LP 610-4, contenendolo in appena 1.389 kg distribuito al 40% sull'avantreno e al 60% sul retrotreno. Lo scatto nello 0-100 km/h è coperto in 3,4 secondi e lo 0-200 km/h avviene in 10,1 secondi. La velocità massima è di 320 km/h. Inoltre è caratterizzata da lievi differenze estetiche, con una diversa presa d'aria anteriore dal disegno più semplice e meno elaborato. La trasmissione a doppia frizione a sette marce è la stessa utilizzata dalla 610-4.

### Huracán LP 580-2 RWD Spyder

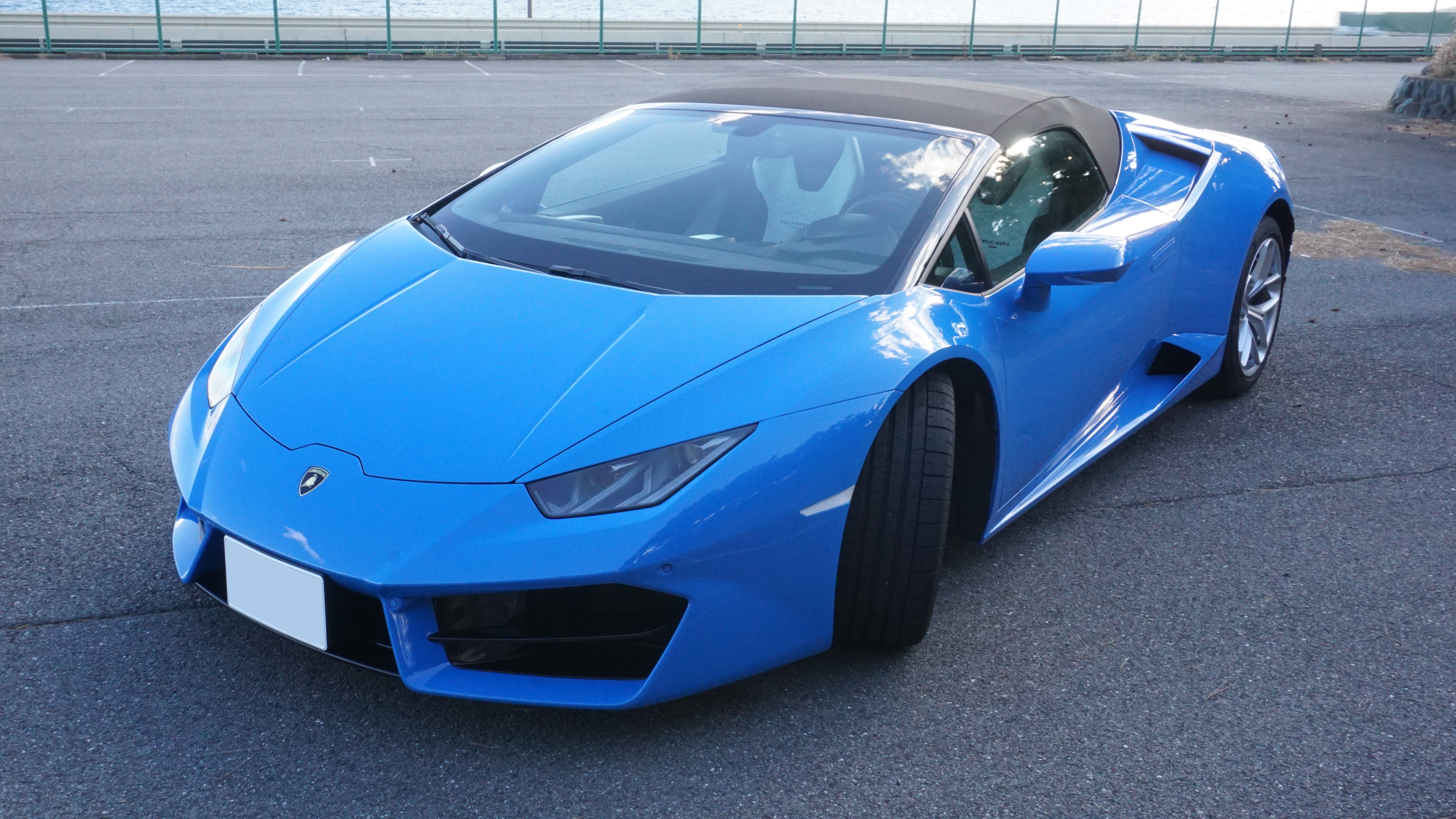
Huracán LP 580-2 RWD Spyder del 2017

Una variante cabriolet della Huracán LP 580-2 è stata presentata al salone di Los Angeles il 16 novembre 2016. Il 5,2 litri V10 aspirato è lo stesso della coupé e sviluppa 580 CV. L'accelerazione nello 0 a 100 km/h avviene in 3,6 secondi e la velocità massima è di 320 km/h. Il peso complessivo è di 1.509 kg, con un rapporto peso/potenza pari a 2,6 kg/CV.

### Huracán LP 640-4 Performante

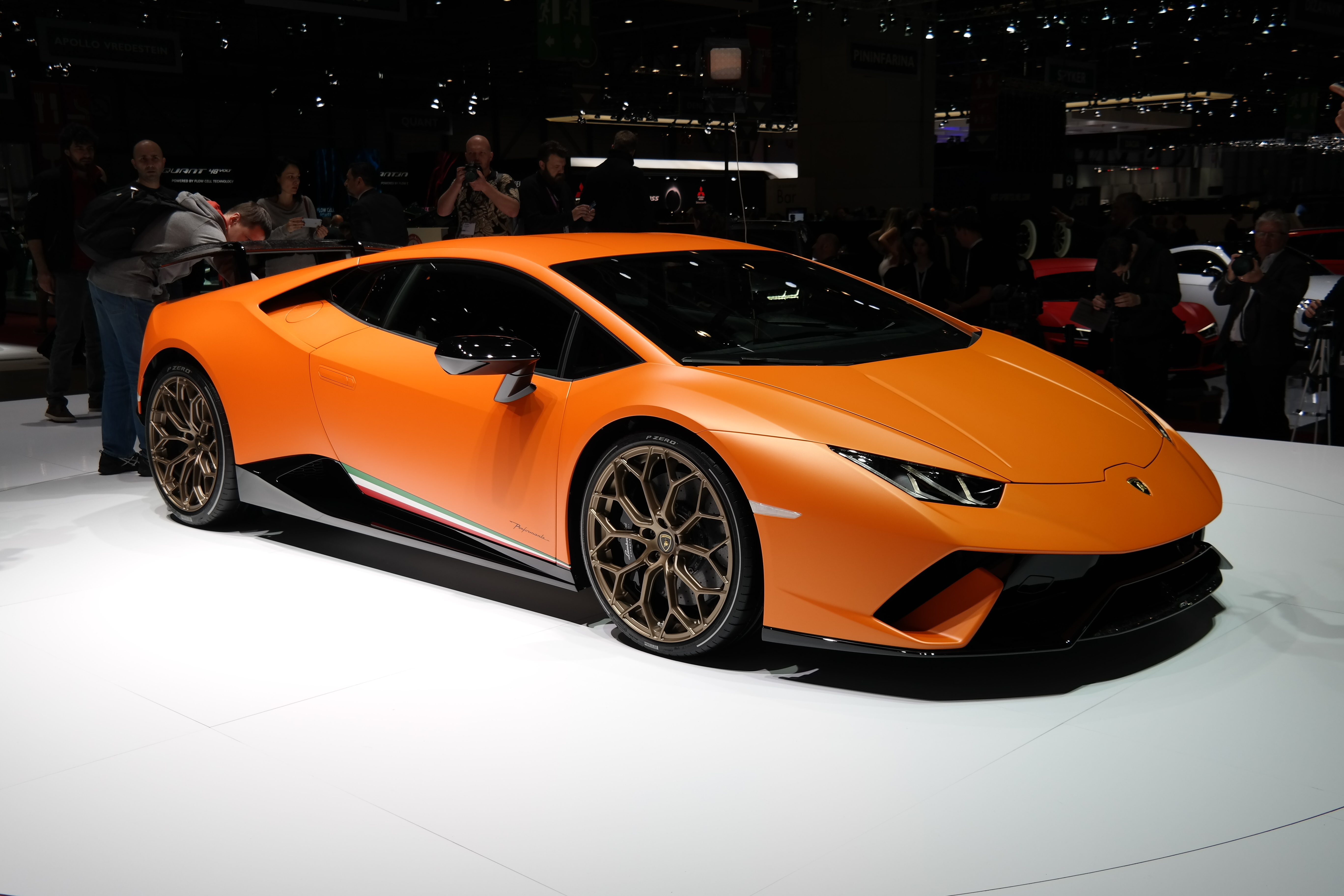
Huracán LP 640-4 Performante del 2017

Una variante più prestazionale della Huracán, chiamata LP 640-4 Performante, è stata vista nel mese di ottobre 2016 con delle camuffature da muletto durante i test di sviluppo mentre effettuava delle sessioni di prova sulla pista del Nürburgring Nordschleife. La vettura in seguito sarebbe stata mostrata nella sua forma definitiva per il successivo avvio alla produzione di serie nel 2017 al Salone di Ginevra.
La Huracán Performante ha ricevuto consistenti modifiche nel disegno del corpo rispetto alle altre versioni della stessa. I maggiori cambiamenti sono visibili nei paraurti anteriori e posteriori. La posizione degli scarichi (ora sono due) è cambiata, sono posti poco al di sopra del diffusore posteriore. L'interno presenta un nuovo design dei sedili e un nuovo tachimetro digitale, simile a quello della Aventador SV.
Il propulsore delle altre Huracán, il 5,2 litri V10, è stato potenziato a 640 CV erogati a 8000 giri/min con 601 Nm di coppia. Il peso è diminuito di 40 kg, grazie al largo uso di alluminio forgiato, di fibra di carbonio (primo utilizzo su di una vettura piccola della casa del toro dopo la Sesto Elemento) per la carrozzeria e all'utilizzo di parti cave per alcuni elementi. La fibra di carbonio è stata impiegata anche per il nuovo alettone posteriore, splitter anteriore e per il diffusore; questi globalmente costituiscono un sistema di elementi singoli aerodinamici attivi, che grazie alla deportanza da loro generata non solo incrementano il carico aerodinamico della vettura ma ne aiutano anche il movimento e l'agilità in curva. Il veicolo è in grado effettuare lo 0–100 km/h in 2,9 secondi e lo 0–200 km/h in 8,9 secondi, con una velocità massima di 325 km/h.

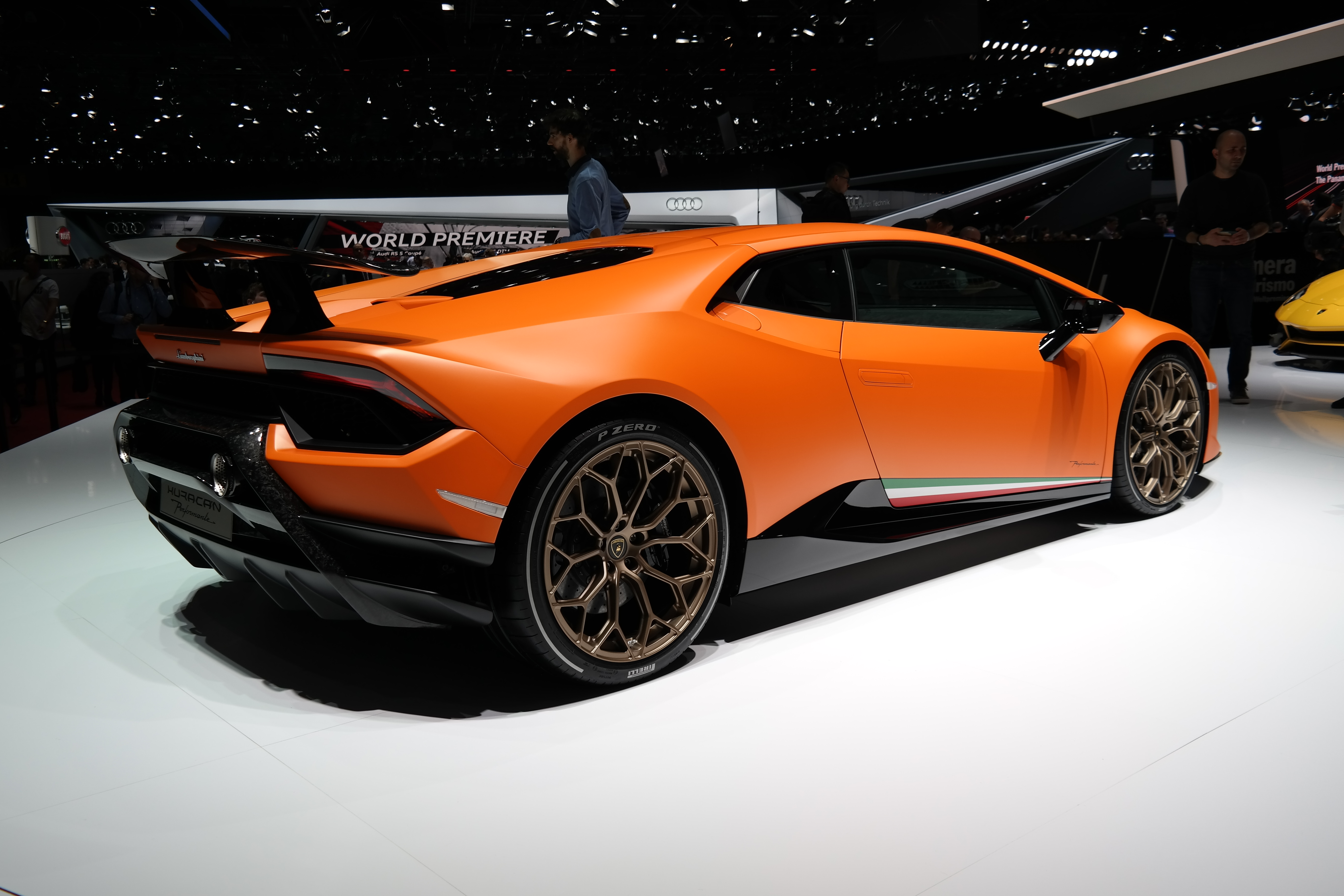
Posteriore di una Performante; notare la grande ala posteriore e il doppio scarico centrale sopraelevato

L'assetto della vettura è stato irrigidito del 10% con nuove molle, roll bar e bracci delle sospensioni. Queste ultime sono a controllo magnetoreologico, con un sistema rielaborato per dare una maggiore sensibilità di guida. La Huracán Performante è dotata di un sistema chiamato ALA (Aerodinamica Lamborghini Attiva) inedito per le vetture bolognesi, che gestisce tutte le componenti aerodinamiche (alettone, minigonne, splitter, prese d'aria, alette aerodinamiche) prediligendo il carico in curva o la penetrazione aerodinamica in rettilineo, attraverso degli attuatori elettronici che sono più leggeri del 80% rispetto ai tradizionali sistemi idraulici delle normali auto sportive. Secondo Lamborghini, questo sistema incrementa del 750% il carico aerodinamico rispetto alle normali Huracán.
Nel mese di ottobre 2016, la Performante ha fatto segnare un tempo sul giro di 6:52.01 sulla pista del Nürburgring, con il collaudatore ufficiale della casa del toro Marco Mapelli al volante, al momento della presentazione, è l'automobile della Lamborghini di serie omologata a circolare su strada con motore a 10 cilindri dalla potenza più elevata mai prodotta.

## Restyling 2019

### Huracán Evo

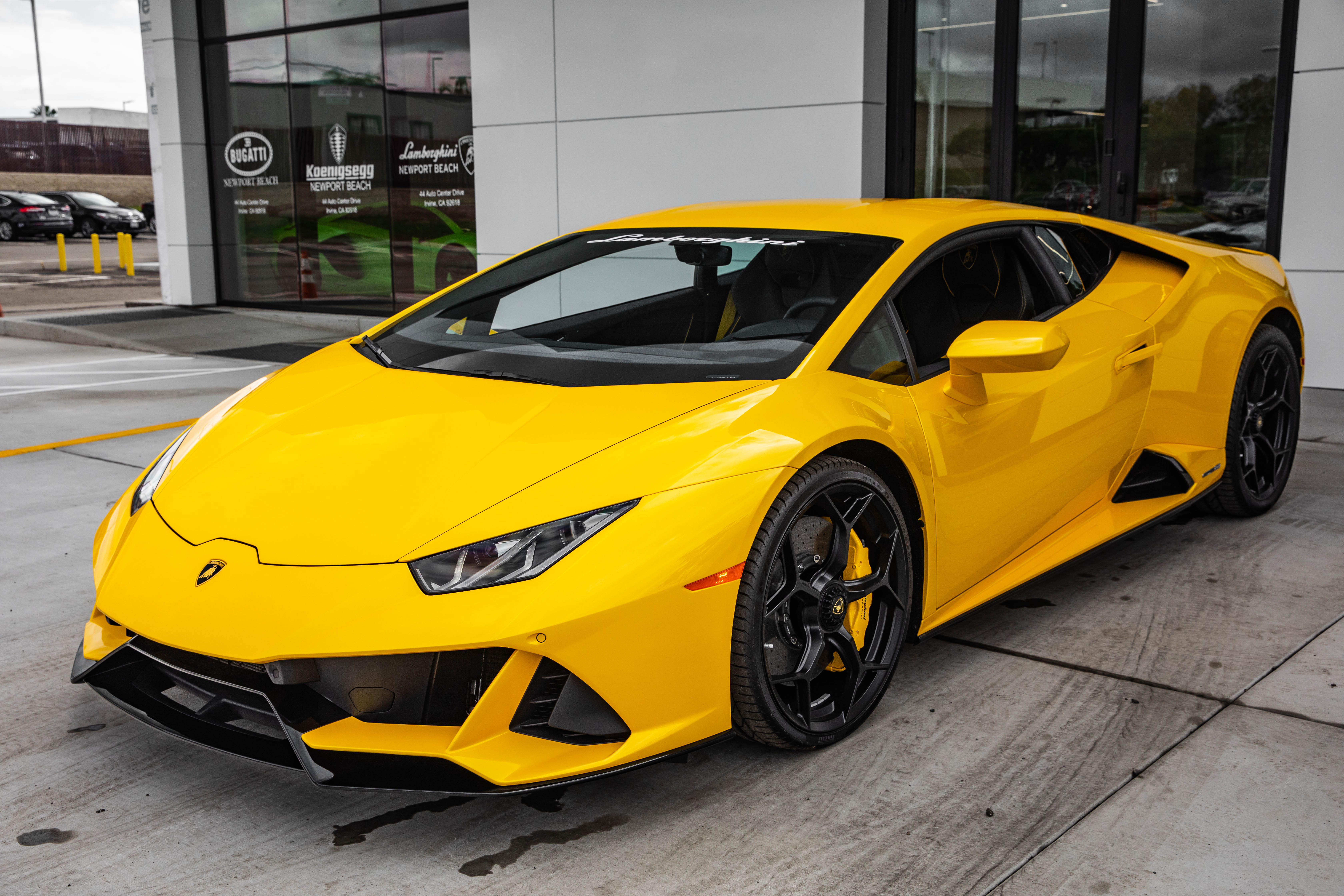
Huracán Evo

La Huracán ha ricevuto un aggiornamento di metà carriera nel 2019, venendo denominata Huracán Evo. La Evo è stata sviluppata sulla base della Performante, con la quale condivide il motore e parte dell'aerodinamica. 
La nuova versione ha un design più aggressivo, introducendo nuove soluzioni aerodinamiche. Il paraurti anteriore riprende lo stilema della Y, includendo degli aeroblades integrati per una migliorare la deportanza insieme al paraurti posteriore ispirato sempre alla Performante, riprendendo da quest'ultima lo stesso diffusore, il posizionamento dei tubi di scarico e dei radiatori. I tagli sul cofano motore si ispirano alle linee della Countach, mentre la presa d’aria sulla minigonna richiama la Murciélago. È presente inoltre rispetto al modello precedente, un nuovo spoiler a coda d'anatra che migliora la deportanza.
Il motore è il medesimo della Performante e genera 640 CV (471 kW) a 8200 giri/min e 601 Nm di coppia a 6500 giri/min. L'impianto di scarico ha valvole di aspirazione in titanio. Tutto ciò consente all'auto di coprire lo 0-100 km/h di 2,8 secondi, lo 0-200 km/h di 8,8 secondi e di raggiungere una velocità massima di 325 km/h. La frenata nel 100-0 km/h avviene in 31,9 metri. Il motore della Evo è stato adeguato per rispettare le normative antinquinamento Euro 6d-temp. La vettura inoltre è dotata di un sistema con ruote posteriori sterzanti (condiviso con la Aventador SVJ) che aumentano la maneggevolezza sia in manovra sia alle alte velocità, ed un sistema di torque vectoring. 
Una nuova centralina controlla le varie funzioni dell'auto e monitora costantemente le varie impostazioni. Il sistema è controllabile dal nuovo impianto del infotainment costituito da un touchscreen da 8,4 pollici, chiamato Lamborghini Dinamica Veicolo Integrata che integra Apple CarPlay ed Amazon Alexa. Il sistema di infotainment prevede le modalità di guida con una logica "feed forward". La logica di feed forward funziona tramite sensori che monitorano le accelerazioni laterali, longitudinali e verticali, nonché il rollio, beccheggio e angolo d'imbardata per prevedere la migliore modalità di guida possibile per il conducente. 

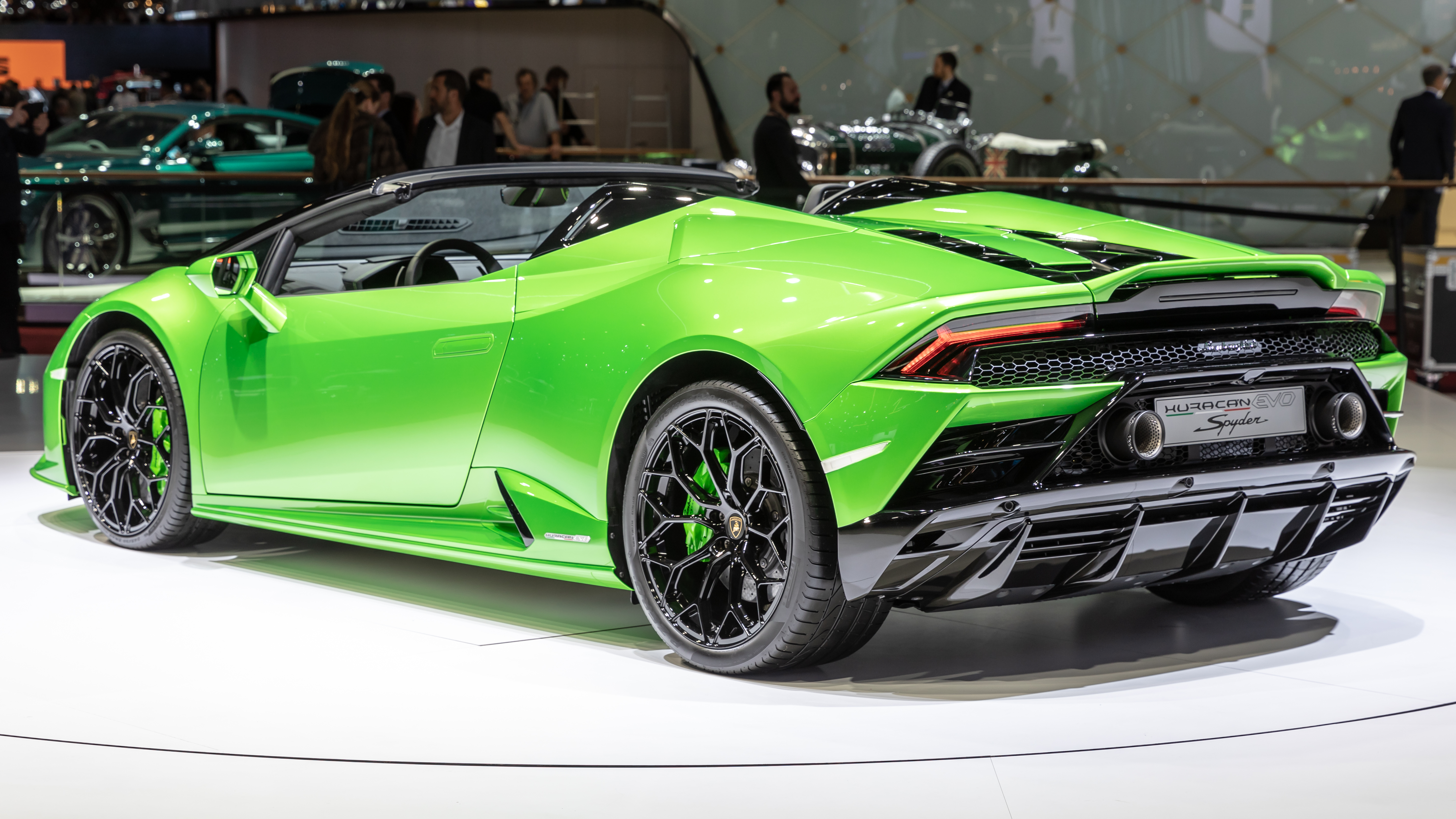
Retro Huracán Evo Spyder

Sulla Evo i freni carboceramici fanno parte della dotazione di serie, come anche lo sterzo a rapporto variabile Lamborghini Dynamic Steering e le sospensioni con ammortizzatori a controllo magnetoreologico (MRF), permettendo così di migliorare le dinamiche di guida della vettura.
Nel 2021 una versione della Evo in livrea speciale Verde Turbine Matt ed elementi a scacchi tipici dei mezzi di servizio aeroportuali, è entrata in servizio come Follow Me car presso l'Aeroporto Marconi di Bologna.

### Huracán Evo Spyder
La Huracán Evo Spyder è stata rivelata online nel febbraio 2019, per poi debuttare in pubblico a marzo al Salone di Ginevra. La Spyder ha beneficiato degli stessi miglioramenti della coupé, ma è più pesante di 100 kg a causa dell'aggiunta di vari componenti di rinforzo al telaio per ovviare alla mancanza del tetto. L'auto ha la stessa capote in tela pieghevole del modello normale, che impiega 17 secondi per essere azionato fino a 50 km/h. La Spyder può accelerare da 0 a 100 km/h in 3,1 secondi, da 0 a 200 km/h in 9,3 secondi e può raggiungere una velocità massima di 325 km/h.

### Huracán Evo RWD
La Evo RWD è la variante con la sola trazione posteriore della Evo, che ha debuttato nel gennaio 2020 sostituendo l'LP580-2. Esteticamente la RWD si differenzia rispetto alla Evo per un paraurti ridisegnato, con lo splitter anteriore che è stato rimodellato per generare un maggiore flusso d'aria che viene diretto al diffusore posteriore, anch'esso rivisto. Solo per il modello RWD è previsto il P-TCS (Performance Traction Control System) che assicura una migliore erogazione della coppia e che ne aumenta l'effetto sovrasterzante del 30% rispetto alla LP580-2. Il motore è stato depotenziato a 449 kW (610 CV) e a causa di ciò l'auto è più lenta della Huracán Evo standard, accelerando da 0 a 100 km/h in 3,3 secondi pur mantenendo la stessa velocità massima.
La versione scoperta della RWD è stata presentata a maggio 2020, in sostituzione della LP580-2 Spyder. Come la variante coupé, la cabriolet ha una potenza di 449 kW (610 CV), impiegando 3,6 secondi nello 0 a 100 e toccando una punta massima di 323 km/h.

### Huracán Evo GT Celebration

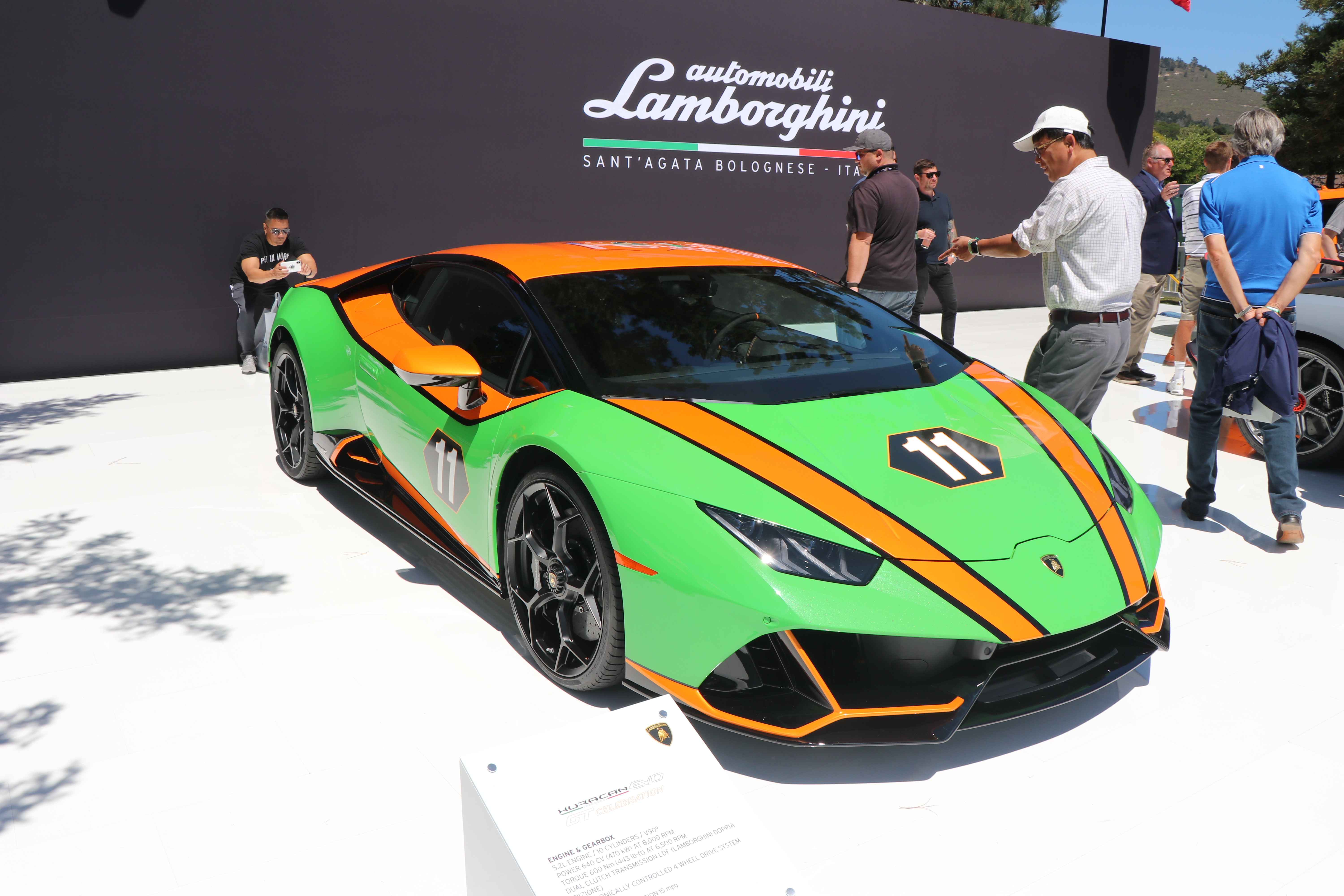
Huracán EVO GT Celebration

La Huracán Evo GT Celebration è un'edizione limitata in 36 unità della Evo, realizzata per omaggiare le vittorie ottenute nel 2018 e nel 2019 alla 24 Ore di Daytona e alla 12 Ore di Sebring. Il numero 36 è la somma della durata temporale delle due gare, conosciute anche come “36 Ore della Florida”. È stata presentata insieme con un'altra edizione speciale, la Lamborghini Aventador SVJ 63 Roadster, alla Monterey Car Week in California nell'agosto 2019. Esteticamente, l'autovettura ha un'esclusiva livrea verde con strisce arancioni che commemorano i successi motoristici del marchio. L'auto condivide il motore con la Huracán EVO e la vendita è limitata al solo mercato nordamericano.

### Huracán STO

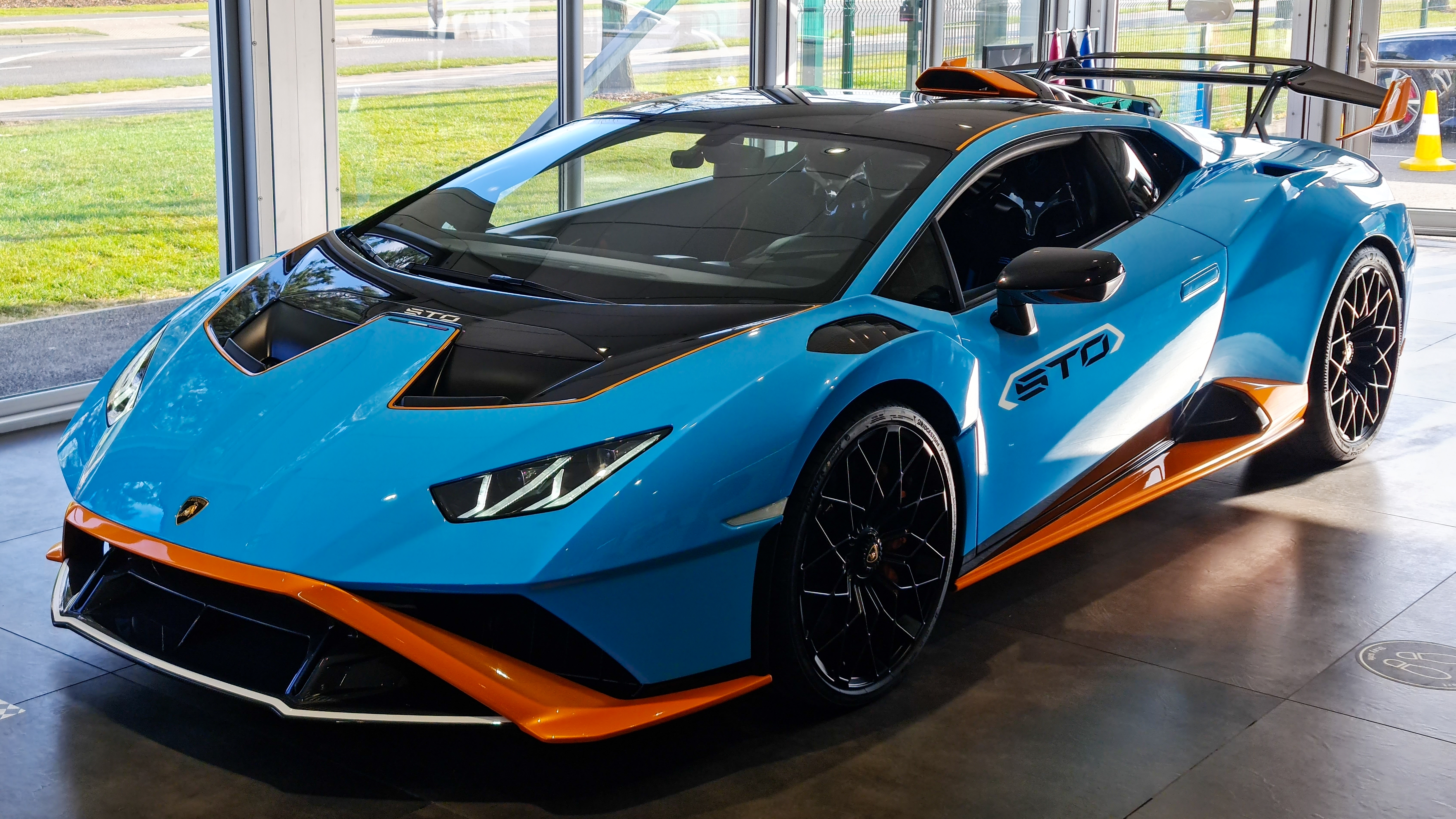
Lamborghini Huracán Super Trofeo Omologato

La Huracán STO è una variante incentrata all'utilizzo in pista dell'Huracán. La STO (acronimo di Super Trofeo Omologato) ha un'ala posteriore più alta con un air scope sul tetto per migliorare il raffreddamento del motore. C'è inoltre sul cofano motore un elemento aerodinamico a pinna di squalo che collega l'air scope sul tetto con l'ala posteriore. Questi accorgimenti aerodinamici hanno permesso di ottenere una deportanza del 53% superiore rispetto alla Huracán Performante.
Il cofano motore si ispira alle autovetture da corsa della Lamborghini Trofeo, avendo una struttura lamellare carenata. La STO è dotata di tre nuove modalità: STO per la guida su strada, TROFEO per tempi sul giro veloci su asfalti o asciutto e PIOGGIA per la guida sul bagnato. I sedili all'interno sono avvolgenti dotati di cinture da corsa. Rispetto alla Performante, la STO è stata ulteriormente alleggerita di 43 kg, arrivando a pesare 1339 kg. La riduzione del peso è avvenuta mediante l'utilizzo del 75% dei pannelli della carrozzeria in fibra di carbonio utilizzando una costruzione a "sandwich", di derivazione aerospaziale, che fa si di usare il 25% in meno di fibra di carbonio preservando la medesima rigidità. Altri alleggerimenti hanno occorso il parabrezza meno pesante del 20% e i cerchi realizzati in lega in magnesio. La potenza rimane di 640 cv.

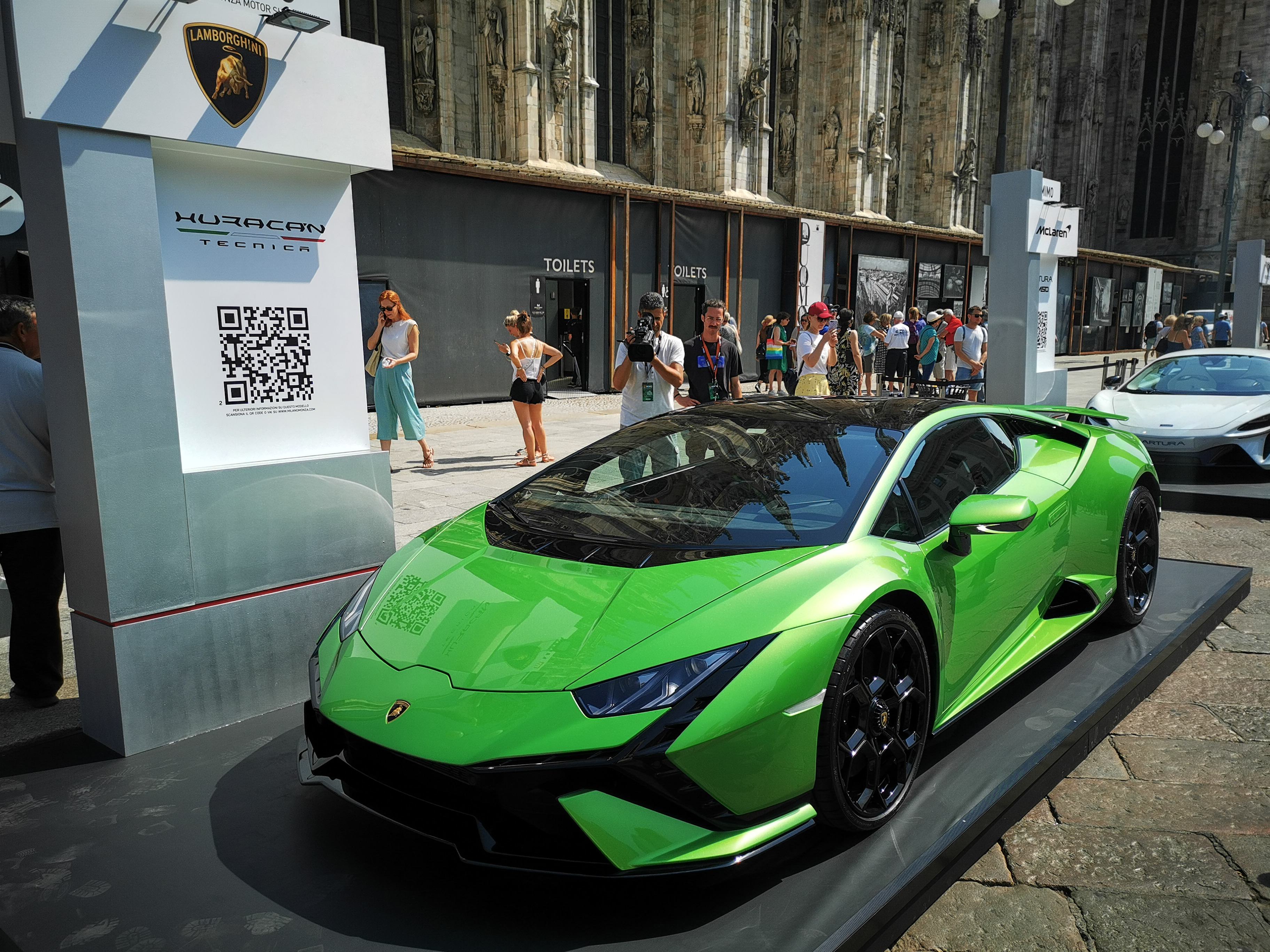
Huracán Tecnica

### Huracán Tecnica
Presentata il 12 aprile 2022, la Huracán Tecnica è una versione intermedia che si colloca tra la EVO RWD e la STO. È 6,1 cm più lunga della EVO, ma ne mantiene le stesse misure sia in altezza che in larghezza. Sotto il cofano però c'è il motore V10 aspirato della STO, che le garantisce una velocità massima di 325 km/h e un'accelerazione nello 0–100 km/h coperto in 3,2 secondi.

### Huracán Sterrato

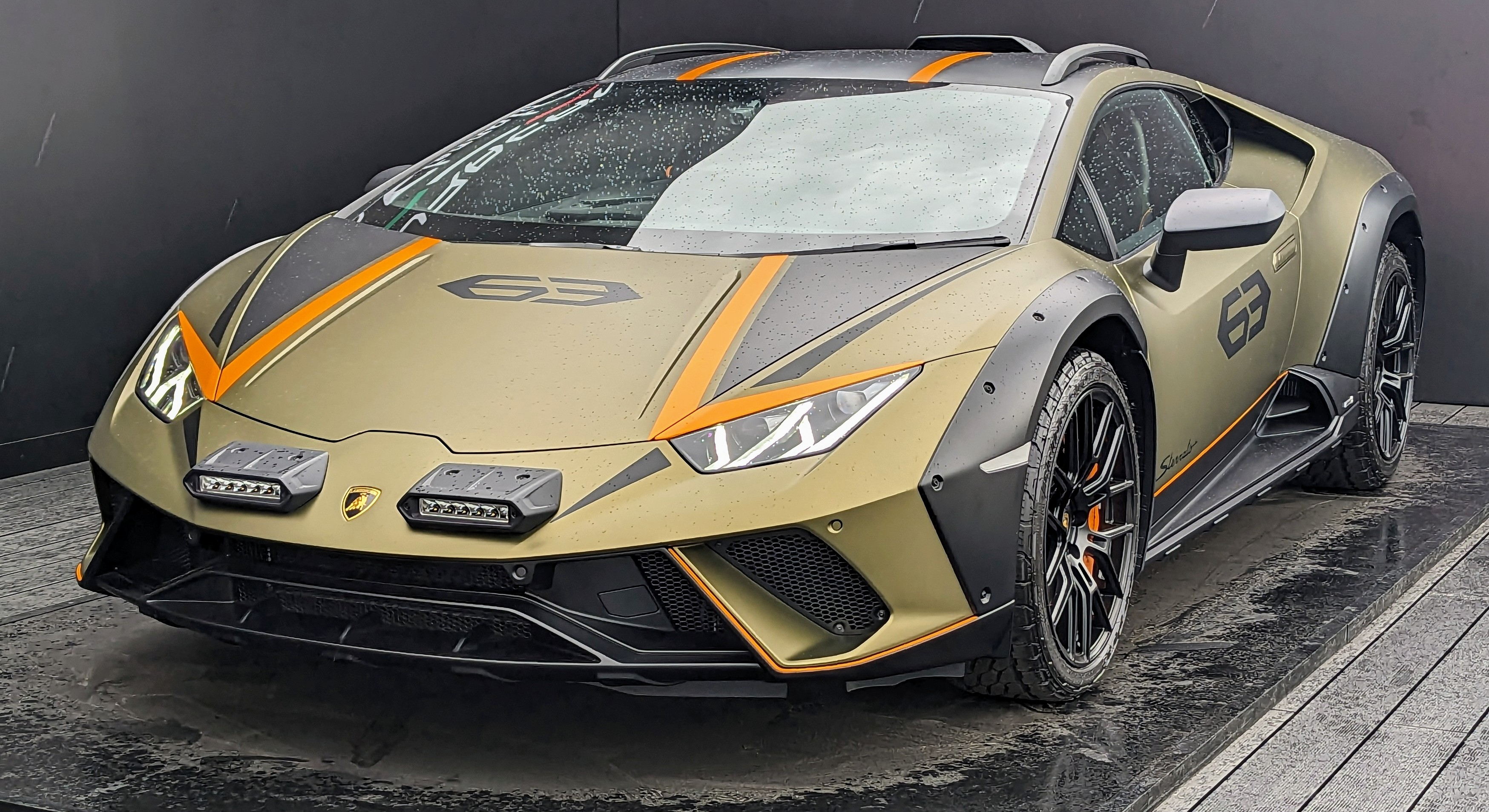
Huracán Sterrato

Nel giugno 2019, Lamborghini ha presentato un prototipo basato sulla Huracán Evo chiamato Huracán Sterrato. L'altezza da terra dell'auto è stata aumentata di 47 mm. Anche la carreggiata è aumentata di 30 mm e dotato di nuovi parafanghi con prese d'aria integrate per migliorare il flusso d'aria dai freni. L'auto è dotata di ruote da 20 pollici con pneumatici speciali per una maggiore aderenza durante il fuoristrada; inoltre è stato rinforzato il telaio e sono integrati delle protezione sottoscocca dai detriti.
Il motore è condiviso con la Huracán Evo e ha la stessa potenza della Evo. Il sistema LDVI (Lamborghini Dinamica Veicolo Integrata) viene modificato ed è dotato di una nuova logica predittiva.
La versione di produzione della Huracán Sterrato è stata presentata all'Art Basel di Miami il 30 novembre 2022. Le modifiche rispetto alle altre varianti includono un'altezza da terra maggiore di 1,7 pollici, sospensioni con maggiore escursione, carreggiata anteriore e posteriore allargata, luci a LED montate sul paraurti anteriore, protezioni aggiuntive sottoscocca e pneumatici fuoristrada Bridgestone. Inoltre, presenta una modalità Rally, che ottimizza le sospensioni e il sistema di trazione integrale per la guida su ghiaia, terra e sabbia.

### Huracán STJ
Nell'aprile 2024, Lamborghini ha annunciato l'ultima variante della Huracán. Si tratta della STJ, acronimo di Super Trofeo Jota. L'auto è prevista con carrozzeria coupé in sole dieci unità. La STJ si riconosce per le due appendici aerodinamiche in carbonio aggiunte al cofano anteriore e per l'alettone posteriore con inclinazione aumentata di tre gradi. Gli ammortizzatori, con taratura studiata per l'impiego in circuito, sono di tipo tradizionale e non a controllo elettronico. La potenza del motore è pari a 640 CV. Grigio e blu sono i due unici colori per la carrozzeria, entrambi abbinati al tetto nero e ad inserti rossi e bianchi. Una targhetta nell'abitacolo riporta il numero dell'esemplare.

## La Huracán e le forze dell'ordine

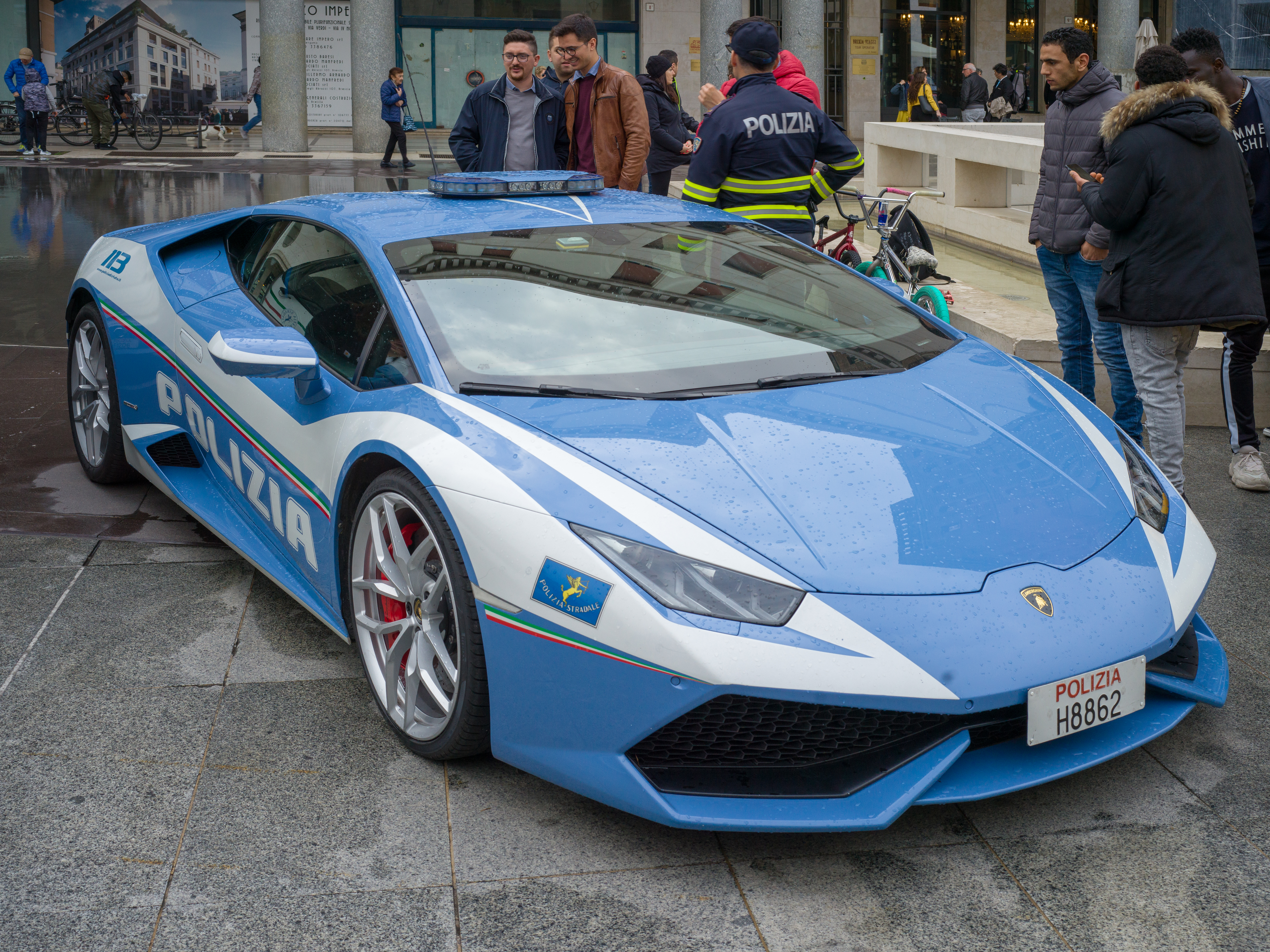
La Lamborghini donata alla Polizia di Stato

Nel 2015 una Lamborghini Huracán LP 610-4 è stata donata alla Polizia di Stato italiana di Roma: dotata di defibrillatore e di frigo per il trasporto d'organi, plasma e farmaci, supporta il lavoro della stradale nei casi di massima emergenza. È il terzo caso di auto sportive donate da case automobilistiche alle forze dell'ordine italiane, dopo le due Gallardo consegnate alla Polizia e la Lotus Evora S consegnata all'Arma dei Carabinieri. Alla fine di marzo 2017 viene donata una seconda Huracán, questa volta alla Polizia Stradale di Bologna per svolgere compiti di pattugliamento e anch'essa di trasporto speciali quali quelli di emergenza medica. Inoltre é presente, nella volante, un sistema che, grazie a una telecamera collegata ad un tablet, monitora eventuali infrazioni del codice della strada, la classica paletta, il porta arma e la radio. Gli pneumatici sono stati specificatamente pensati per questa pantera dalla Pirelli e presentano una grafica sul fianco con i colori propri della Polizia.

## Versioni speciali

### LP 610-4 Avio

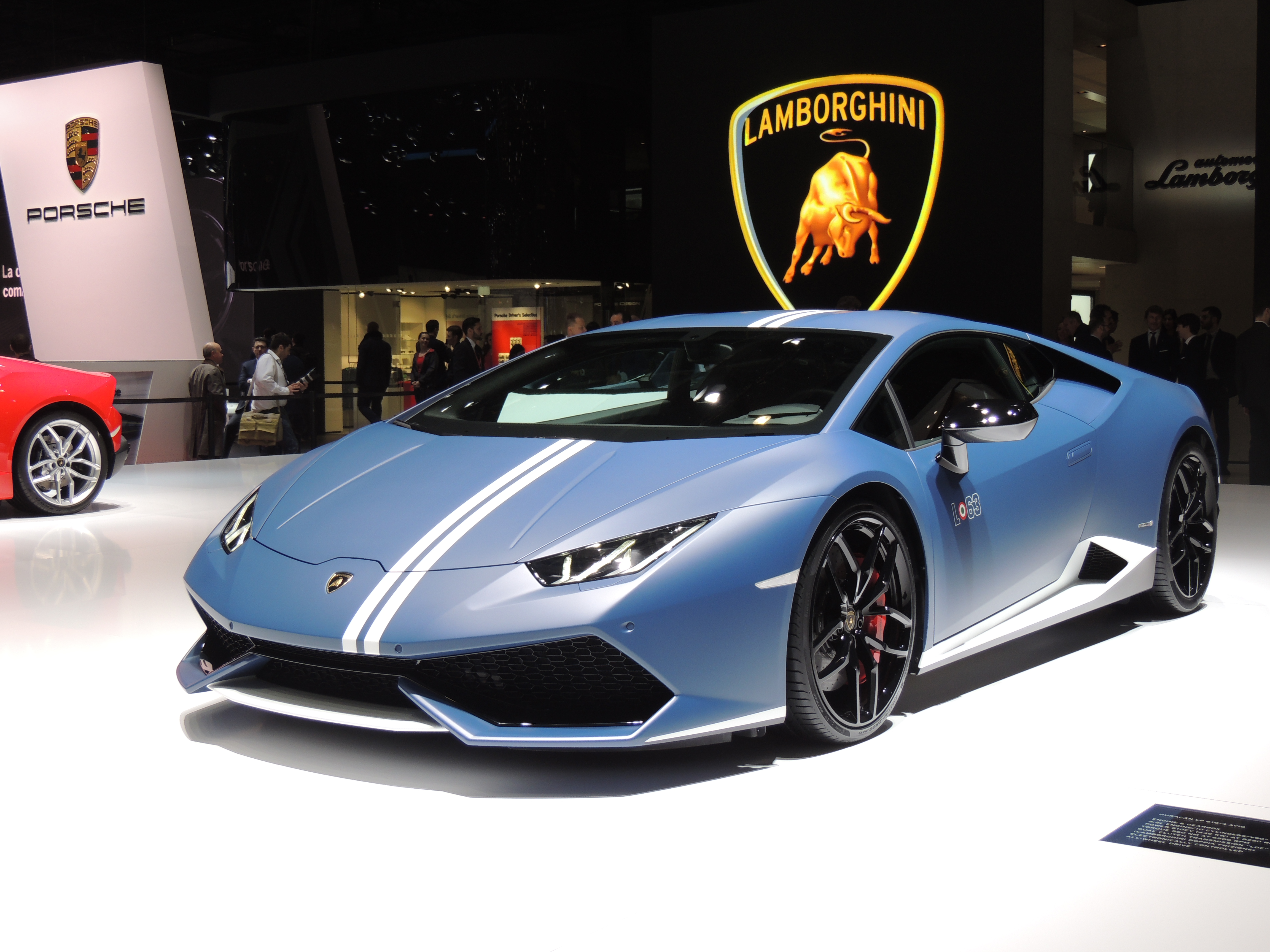
Lamborghini Huracán LP 610-4 Avio al Salone di Ginevra 2016

La Avio è la prima edizione limitata della Lamborghini Huracán, basata sulla versione LP 610-4 di cui mantiene anche tutte le caratteristiche meccaniche e tecniche. Le differenze rispetto alle versioni di serie sono: nuovi colori, nuovi rivestimenti, nuovi adesivi esterni e interni e loghi ispirati all'Aeronautica Militare. Sulla console centrale c'è una targhetta che identifica il numero dell'esemplare. La tiratura è limitata a sole 250 vetture.
La vernice della carrozzeria è disponibile in cinque colori: "Grigio Falco" che è il colore di serie, e le altre optional sono "Blu Grifo", "Grigio Nibbio", "Grigio Vulcano" e "Verde Turbine". La nomenclatura delle vernici è stata ripresa dai corsi dell'Accademia dell'Aeronautica Militare Italiana. Su tutte le livree è presente una doppia striscia verticale bianca o arancione che attraversa per lungo tutta la vettura; sono presenti inoltre altri elementi a contrasto in nero, come gli specchietti esterni e i cerchi in lega e in bianco e grigio nelle minigonne laterali e nello spoiler anteriore. Inoltre, esiste un programma personalizzato che permette di avere una vernice esclusiva.
Nella parte esterna delle portiere e sotto gli specchietti retrovisori è presente un adesivo con la sigla "L63" separata da una coccarda tricolore, che richiama i caccia dell'Aeronautica Militare Italiana. Nell'abitacolo, la Huracán Avio ha delle rifiniture in pelle nera e Alcantara, con un motivo esagonale creato con un processo che prevede un'incisione al laser, utilizzato per la parte centrale dei sedili, il bracciolo, il supporto per le ginocchia e per una parte delle portiere, coadiuvato da cuciture in bianco a contrasto.

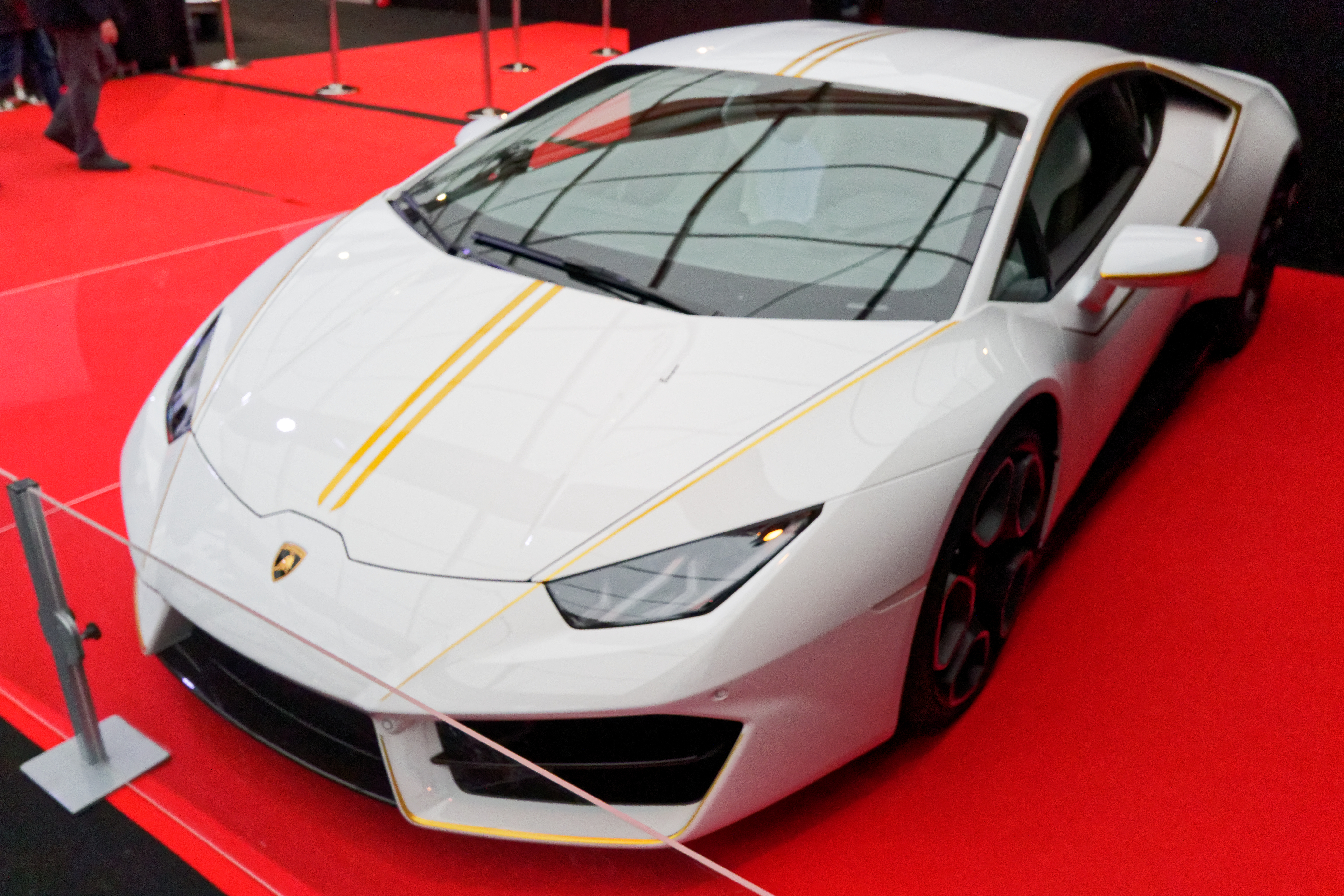
Huracán Pope Francis

### LP 580-2 Pope Francis
Nel 2017 la Lamborghini ha allestito un esemplare unico sulla base della Huracán LP 580-2 e l'ha donata a Papa Francesco. L'autovettura, firmata dal Pontefice, è stata messa all'asta da Sotheby's e il ricavato è stato consegnato direttamente alla Santa Sede, che destinerà la somma in beneficenza. La vettura presenta una colorazione bianca con una livrea caratterizzata da sottili strisce dorate.

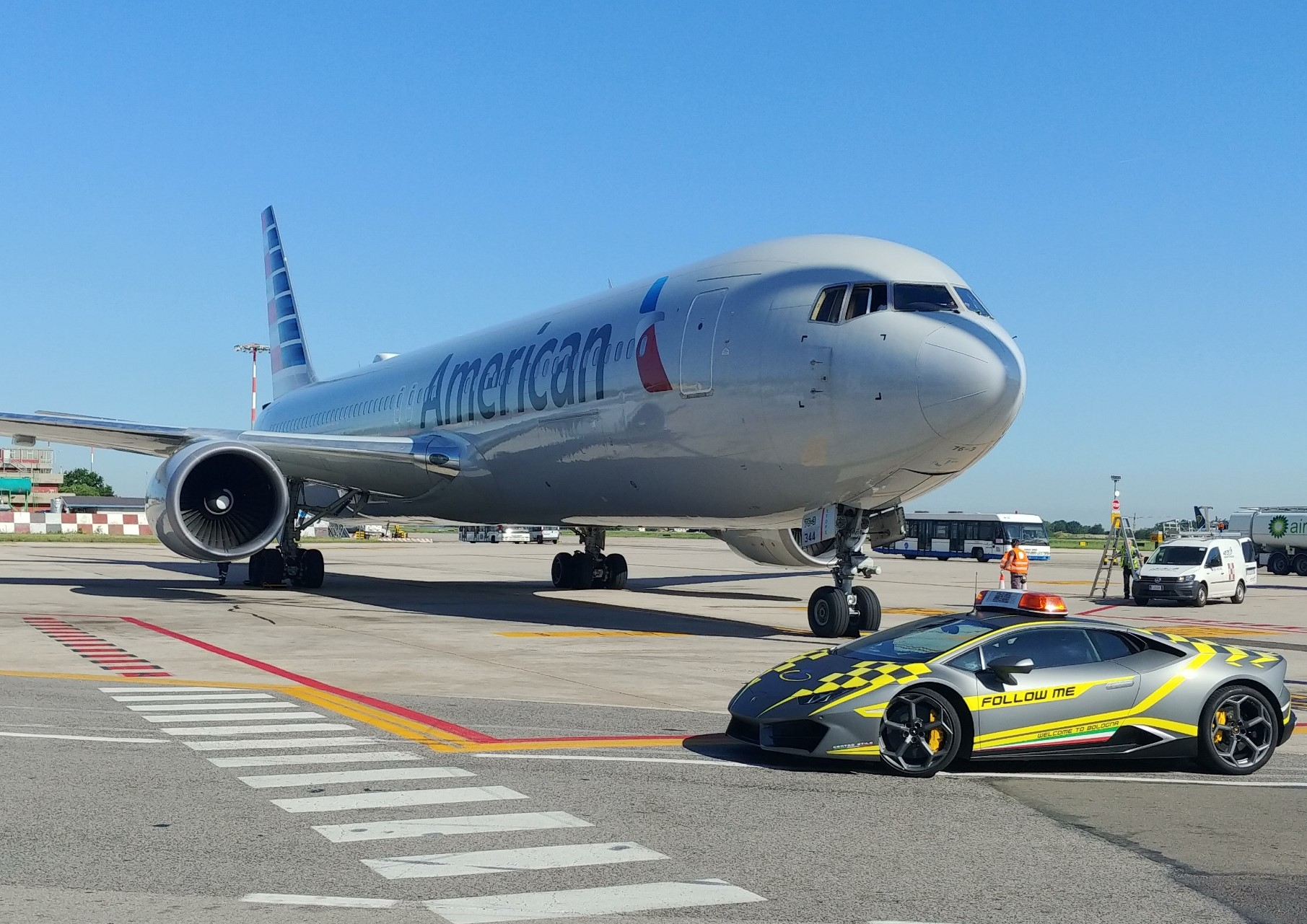
Huracán Follow Me

### Huracán Follow Me
La Huracán Follow Me è un esemplare unico, realizzato appositamente per essere impiegato all'Aeroporto di Bologna come vettura di servizio. Presenta delle decalcomanie catarifrangenti sulle fiancate, una barra luminosa sul tetto e la scritta "FOLLOW ME" sul cofano.

## Attività sportiva

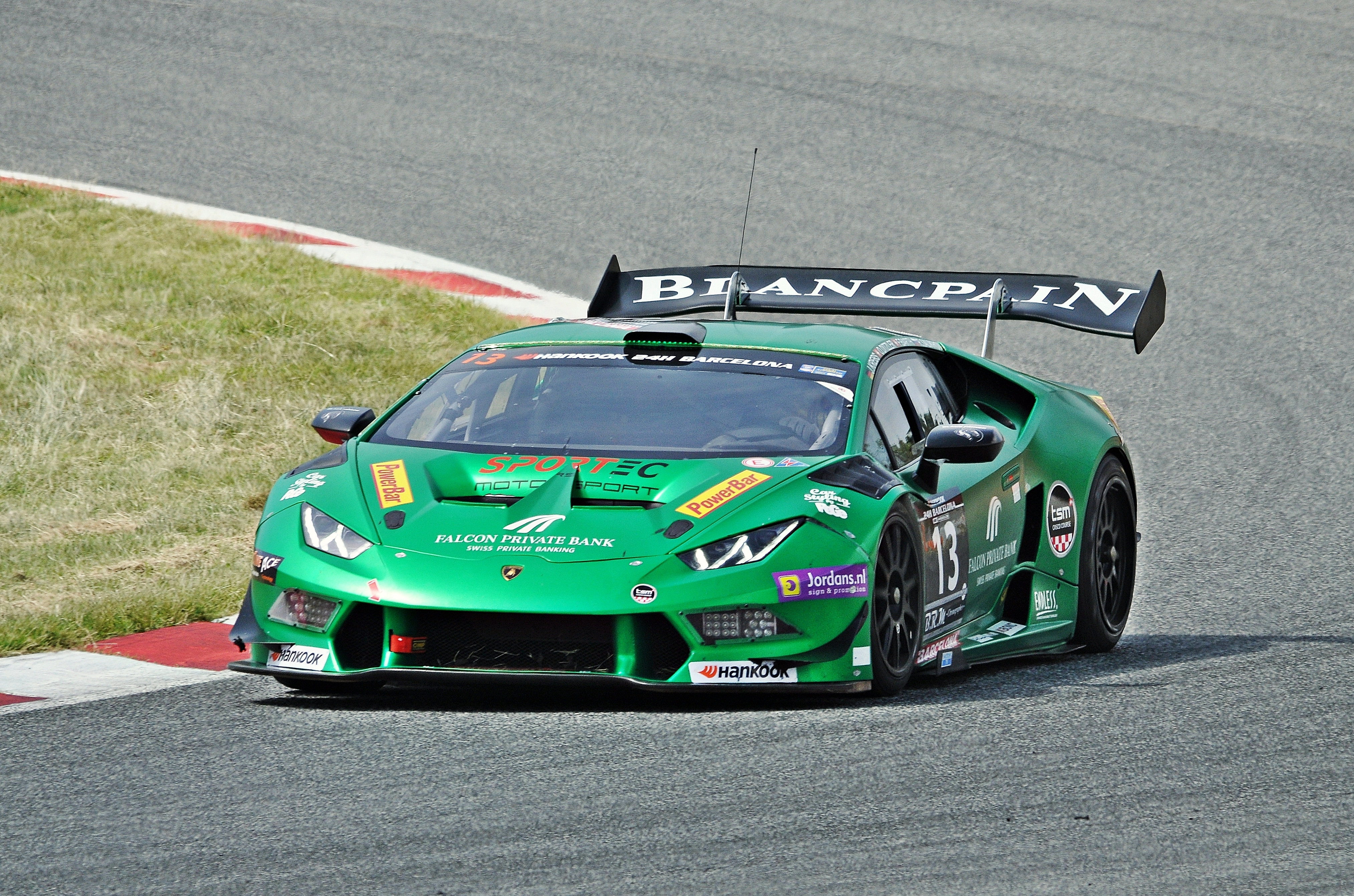
Lamborghini Huracán LP 620-2 Super Trofeo

### Huracán LP 620-2 Super Trofeo (2014–2019)
Nel 2014 è stata realizzata la Lamborghini Huracán LP 620-2 Super Trofeo, versione da competizione della Huracán destinata a competere nel campionato Lamborghini Super Trofeo assieme alla precedente Gallardo Super Trofeo. Presentata presso il concorso d'eleganza di Pebble Beach, la vettura presenta numerose componenti aerodinamiche aggiuntive realizzate in fibra di carbonio e la dotazione di sicurezza è stata costruita conformandosi ai regolamenti stabiliti dalla FIA. Il motore, versione evoluta del V10 aspirato montato sulla vettura stradale, sprigiona 620 CV a 6500 giri e una coppia massima di 570 Nm. Il peso si attesta sui 1.270 kg, con un rapporto peso potenza di 2,05 kg/CV e la trazione è posteriore con un bilanciamento dei pesi sui 2 assi di 42/58. Gli pneumatici impiegati sono Pirelli P Zero da competizione con misure 305/660-18 all'anteriore e 315/680-18 al posteriore.

### Huracán GT3 (2015–2019)

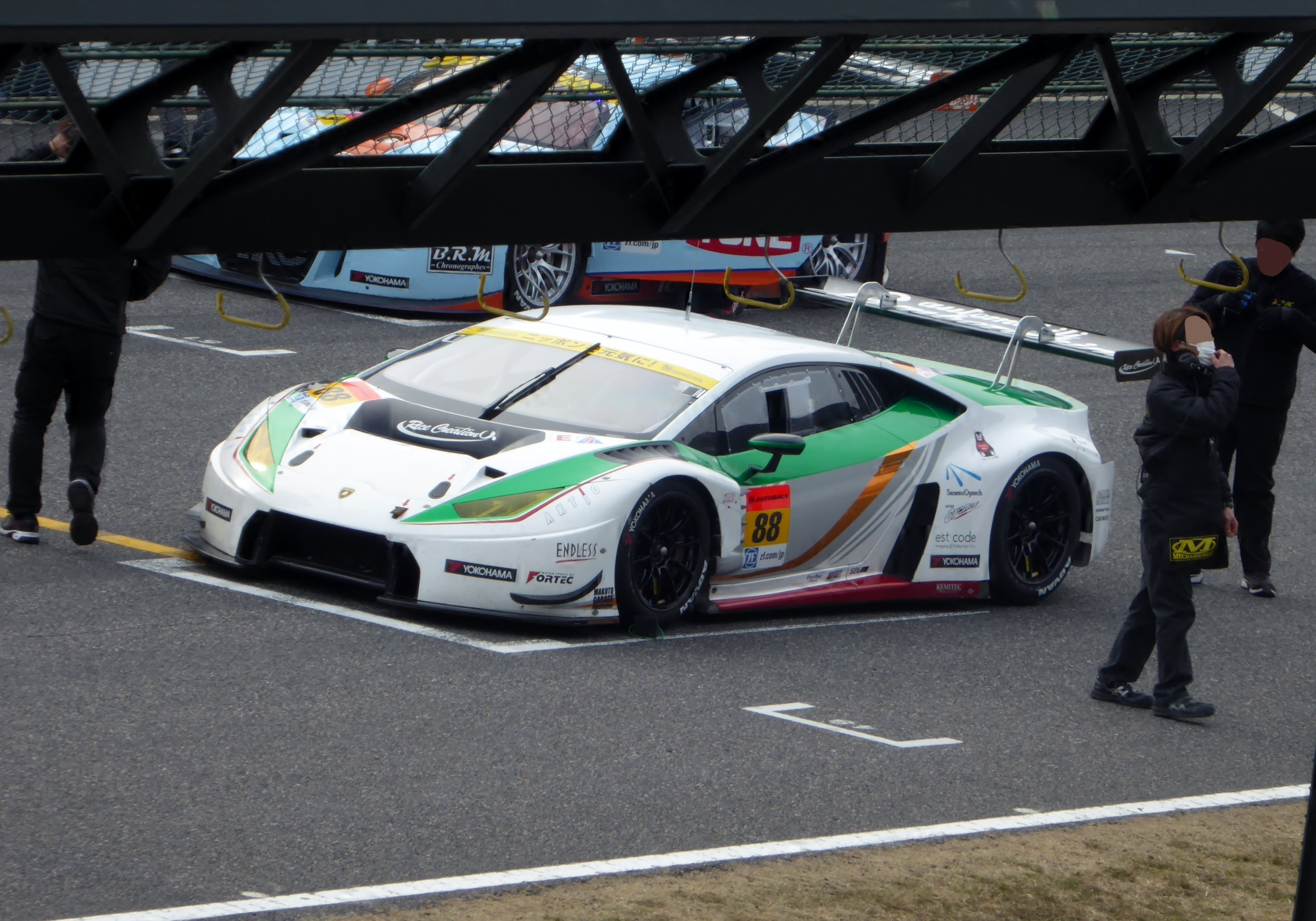
Lamborghini Huracán GT3 del 2017

La Lamborghini Huracán GT3, sviluppato in collaborazione con Dallara, è dotata di un motore a benzina V10 da 5.2 litri con un peso di 1230 kg. È stata introdotta nel 2015. Il Team Lazarus ha vinto nel 2016 International GT Open con i piloti Thomas Biagi e Fabrizio Crestani. Inoltre, il team Barwell Motorsport ha ottenuto quattro vittorie nel British GT Championship 2016, il Grasser Racing Team ha vinto una gara al ADAC GT Masters 2016 e la scuderia Paul Miller Racing ha ottenuto una vittoria al WeatherTech Championship 2016 SportsCar. Nel 2017 vince nuovamente il campionato GT Open con Giovanni Venturini e il team Imperiale Racing.
La vettura ha vinto le 24 Ore di Daytona e 12 Ore di Sebring nel 2018 in classe GTD grazie rispettivamente ai team Grasser Racing Team e Paul Miller Racing, per poi rivincere entrambe le gare l'anno successivo sempre con il Grasser Racing Team. Lamborghini è quindi diventato il primo costruttore a vincere Daytona e Sebring nello stesso anno per due anni di fila. Indiscusso protagonista delle vittorie di Grasser in Nord America è stato il pilota ufficiale Mirko Bortolotti.
Nel 2019 è diventata il primo marchio a vincere i campionati Blancpain Endurance, Sprint e Overall nello stesso anno grazie al team FFF Racing e ai piloti ufficiali Andrea Caldarelli e Marco Mapelli.

### Huracán GT3 Evo 2 (2023-)
Nel 2022 viene presentata la nuova Lamborghini Huracán GT3 Evo 2. 
L'esordio arriva durante la 24 Ore di Daytona 2023 correndo sia nella classe GTD Pro e che nella GTD. 
Nella gara d'esordio, la nuova vettura guidata dai piloti ufficiali della Lamborghini, Andrea Caldarelli, Mirko Bortolotti, Romain Grosjean e Jordan Pepper, ottiene il quarto posto nella classe GTD Pro. 
La GT3 Evo 2 ottiene grandi risultati anche nel Deutsche Tourenwagen Masters 2023 dove ottiene quattro vittorie e arriva secondo in classifica piloti con Mirko Bortolotti.
Nel 2024, durante la 1812 km del Qatar 2024 esordisce nel Campionato del mondo endurance nella Classe LMGT3 dove ottiene l'ottavo posto con le ragazze della Iron Dames.